# Лаура Мартиноци
Лаура Мартиноци (на италиански: Laura Martinozzi; * 27 май 1639, Фано; † 19 юли 1687, Рим, Папска държава), част от Мазаринетките, е чрез брак херцогиня на Модена и Реджо (1658 – 1662) и от 1662 до 1674 г. регентка на херцогството за сина ѝ Франческо II д’Есте. Тя е част от т. нар. „Мазаринетки“.

## Произход
Тя е дъщеря на Джеронимо Мартиноци, маркграф на Фано и майордом на кардинал Франческо Барберини, и на съпругата му Лаура Маргерита Мазарино (1608 – 1685), сестра на кардинал Мазарини. Има една сестра: 
- Анна Мария (* 1637, † 1672), съпруга на принц Арман дьо Бурбон-Конти.

## Биография
Нейният вуйчо, могъщият първи министър на Франция кардинал Мазарини, я взема във Франция през 1653 г. заедно с нейните братовчедки Хортензия и Мария Манчини. В Екс ан Прованс тя учи първо френски и етикет. След това отива в Париж във френския двор. 
Херцогът на Модена Франческо I д’Есте иска от Мазарини ръката на тогава 15-годишната Лаура за своя 21-годишен син Алфонсо IV д’Есте, понеже има нужда от френска помощ, за да има успехи пред Испания. На 27 май 1655 г. тя се омъжва чрез представител в двореца в Компиен за Алфонсо IV д’Есте. Годеникът е представен от Евгений Маврикий Савойски-Каринян, бащата на прочутия пълководец принц Евгений Савойски-Каринян.
След само две години престой във Франция Лаура отива при съпруга си и така обратно в Италия. През 1658 г. след внезапната смърт на баща му той получава трона в Модена. Алфонсо IV умира на 16 юли 1662 г. и вдовицата му Лаура поема регентството от 1662 до 1674 г. за 2-годишния им син, престолонаследника Франческо II д’Есте.
Когато нейният приятел от детските години Луи XIV започва Кандийската война, тя му дава хиляда войници от Модена. Затова Луи ѝ намира нейния зет, тогавашният херцог на Йорк, който по-късно като Джеймс II става последният английски крал от Стюартите.
Когато нейният син става на 14 години, Лаура се отказва от регентството. Умствено и телесно слабият Франческо II попада под влиянието на братовчед му Чезаре Иняцио д'Есте, маркиз на Монтекио, и Лаура се мести в Рим при майка си. Тя отказва да се върне в Модена. Лаура прави поклонение в Лорето, за да се моли нейната дъщеря да роди син. Малко след това тя умира на 48 г. в разширения от нея Урсулински манастир на ул. „Витория“ в Рим. Нейният гроб се намира в църквата „Сан Винченцо“ в Модена.

## Брак и потомство
∞ 27 май 1655 (пълномощник) в двореца в Компиен за Алфонсо IV д’Есте (* 2 февруари 1634, Модена; † 16 юли 1662, Модена), от 1658 до 1662 г. херцог на Модена и Реджо, от когото има двама сина и една дъщеря:
- Франческо д’Есте (* 21 август 1657, † 4 октомври 1658)
- Мария Беатриче д’Есте (* 5 октомври 1658, Модена; † 5 май 1718, Сен Жармен ан Ле), чрез брак кралица на Англия през 1685 г.; ∞ 1 декември 1673 за английския крал Джеймс II (* 1633, † 1701), от когото има двама сина и пет дъщери.
- Франческо II д’Есте (* 6 март 1660, Модена; † 1694, Сасуоло), херцог на Модена и Реджо (1662 – 1694), ∞ 14 юли 1692 за братовчедка си Маргерита Мария Фарнезе (* 1664, † 1718), дъщеря на Ранучо II Фарнезе, херцог на Парма, от която няма деца.

- Децата на Лаура
- кралица Мария Беатриса д'Есте
- херцог Франческо II д'Есте